# Qué hombre tan sin embargo
Qué hombre tan sin embargo es una película mexicana de comedia y drama de 1967, escrita por José María Fernández Unsáin, dirigida por Julián Soler y protagonizada por Eulalio González «El Piporro», Julissa, Lucy Gallardo e Hilda Aguirre. Esta película marca el primer papel protagónico de la actriz Hilda Aguirre. Fue filmada del 25 noviembre al 22 de diciembre de 1965 y se estrenó el 6 de abril de 1967 en los cines Alameda, Carrusel y Polanco permaneciendo en cartel durante tres semanas.

## Sinopsis
Laura, Rosita y Raúl son hijos de un importante y acaudalado empresario de la sal. Mientras celebran una reunión en su casa, un vagabundo llamado Filomeno (Lalo González «El Piporro») ingresa a la misma y lo invitan a comer. Al mismo tiempo, el padre manda a llamar a sus tres hijos para darles una noticia nada agradable: sus minas de sal han quedado inundadas debido al desbordamiento de un río, por lo cual están en bancarrota. Ahora le tocará a cada miembro de la familia trabajar y ganarse sus cosas.
Esto hace que los tres vástagos entren en conmoción. Laura se dirige a la cocina, donde ahora Filomeno está fumando un puro y tomando un trago. A ella se le ocurre que es una buena idea contratar al vagabundo como servidumbre, ahora que el dinero es escaso. Este último acepta y por ende comienza a vivir en la casa y a servirle a la familia.
Sin embargo Filomeno no solo ayuda lavando trastes o sirviendo comida, también lo hace desde otras facetas en las que comúnmente pareciera se mete por metiche. Con una clase de don y poder sobrenatural, empieza a escuchar y hacer algo por cada uno de los problemas que tiene cada integrante de la familia. Primero, ayuda al empresario de la sal, quien está al borde del suicidio debido a que no encuentra una solución a la situación tan precaria en la que se encuentre. Filomeno le hace ver que no hay valor en matarse e incluso le propone una solución: construir una presa en el río desbordado y tener un doble beneficio, la sal y el agua de riego para el campo.
Posteriormente ayuda a la madre de la familia, quien se la pasa todo el día postrada en cama o en una silla de ruedas por un sinfín de padecimientos. No obstante, todas esas enfermedades son provocadas por sus exageraciones, por lo cual Filomeno, disfrazado de doctor le ayuda para que vuelva a caminar y deje de quejarse todo el tiempo por problemas de salud que no tiene.
A Rosa, la hija más pequeña, la ayuda al librarla de su carácter caprichoso y soberbio. Además de que evita que se vaya de viaje con un joven que solo tiene la intención de aprovecharse de ella, ínsita a Polo, abogado de la familia a que la conquiste y le muestre todo el amor que siente por ella.
De igual forma, Filomeno pone remedio en la desvirtuada vida de Raúl, quien acostumbrado a toda clase de consentimientos comete un sinfín de actos que llegan incluso a lo ilegal. Filomeno termina en la cárcel por su culpa, pero cuando sale lo agarra a golpes y finalmente convence al júnior de que debe trabajar para empezar a ganarse la vida por él mismo.
Finalmente, Filomeno ayuda a Laura, quien estaba a dispuesta a casarse con un viejo hombre de negocios con tal del salvar de la quiebra a su familia. No obstante, el sirviente la convence de que el amor no debe entregarse de ese modo y la joven pone fin a su relación.
En la última escena, con Laura enamorada profundamente de Filomeno, se termina por descubrir cual es el origen de este último.

## Elenco
- Eulalio González "El Piporro" como Filomeno
- Julissa como Laura
- Enrique Rambal como Don Jaime
- Lucy Gallardo como Doña María
- León Michel como Hipólito "Polo"
- Ricardo Carrión como Raúl
- Óscar Ortiz de Pinedo como Lucrecio
- Jessica Munguía como Amiga de Laura
- Sergio Ramos como Licenciado
- Juan Salido como Jorge
- Silvia Fuentes como amiga de Laura
- Conjunto de los Hermanos Carreón como Banda en fiesta
- Hilda Aguirre como Rosa
- Jorge Lavat como amigo de Raúl